# Niels Fabritius Buchwald
Niels Fabritius Buchwald (født 10. august 1898 i Vor Frue Sogn i Aalborg, død 10. februar 1986) var en dansk mykolog og plantepatolog.
Buchwald var professor ved Landbohøjskolen fra 1944 til 1968. Han udgav et stort antal arbejder inden for mykologi og plantepatologi. Buchwald skrev også populærvidenskabelige værker og udgav blandt andet Spise- og Giftsvampe (1937) og Land- og havebrugsplanternes svampesygdomme (1980). Han var fra 1932 medredaktør af det mykologiske tidsskrift Friesia og fra 1937 Naturhistorisk Tidende.
I 1956 blev Buchwald medlem af Akademiet for de Tekniske Videnskaber.
Han var gift med Karen Mikkelsen, og de fik sønnen Vagn Fabritius Buchwald som var metoritforsker og kendt for at have fundet meteoritten Agpalilik på Grønland 1963, fået mineralet buchwaldit og asteroiden 3209 Buchwald opkaldt efter sig.
Buchwald døde 10. februar 1986 er og begravet på Frederiksberg Ældre Kirkegård.